# Zes gedichten opus 4
Zes gedichten opus 4 (Noors: Seks Digte opus 4) is een liederenbundel gecomponeerd door Edward Grieg. Hij schreef het voor alt en piano
Het is één van de weinige liederenbundels die Grieg schreef op basis van Duitstalige verzen. De bundel werd in 1864 uitgegeven door Hornemann & Erslev, gevestigd te Kopenhagen, de teksten waren daarbij door Benjamin Feddersen (vriend van Grieg) vertaald naar het Deens. De bundel was opgedragen aan zijn nicht Nina Hagerup, die vanaf 1867 zijn vrouw was.
De bundel bevat zes liederen:
1. Die Waise (De wees, tekst van Adelbert von Chamisso); een moeder spreekt haar dochter aan vanuit haar graf, een andere moeder zal volgen en je zal een man krijgen (Deens: Den Forældrelose)
2. Morgentau (Dauw, tekst van Adelbert von Chamisso); de nacht met liefde wordt wakker geschud door de dauw (Deens: Morgendug)
3. Abschied (Afscheid, tekst van Heinrich Heine); scheiding tussen personen vergeleken met de overgang van zomer naar herfst (vallende bladeren) (Deens: Afsked)
4. Jägerlied (Jaaglied, tekst van Ludwig Uhland); liefde wordt nagejaagd als rendieren (Deens: Jægersang)
5. Das alte Lied (Het oude lied(je), tekst van Heinrich Heine); Oude koning met jonge vrouw gaan beiden dood (Deens: Den gamle vise)
6. Wo sind sie hin? (Waar zijn ze gebleven?, tekst van Heinrich Heine); schrijver kijkt terug op zijn verder trekkende leerlingen.(Deens: Hvow er de nu)

Van Die Waise is een arrangement voor cello en piano.